# Ruth Teitelbaum
Ruth Teitelbaum (nata Lichterman) (1 febbraio 1924 – Dallas, 9 agosto 1986) è stata una programmatrice statunitense. Fece parte delle ENIAC girl, divenendo, quindi, una delle prime programmatrici della storia.

## Biografia

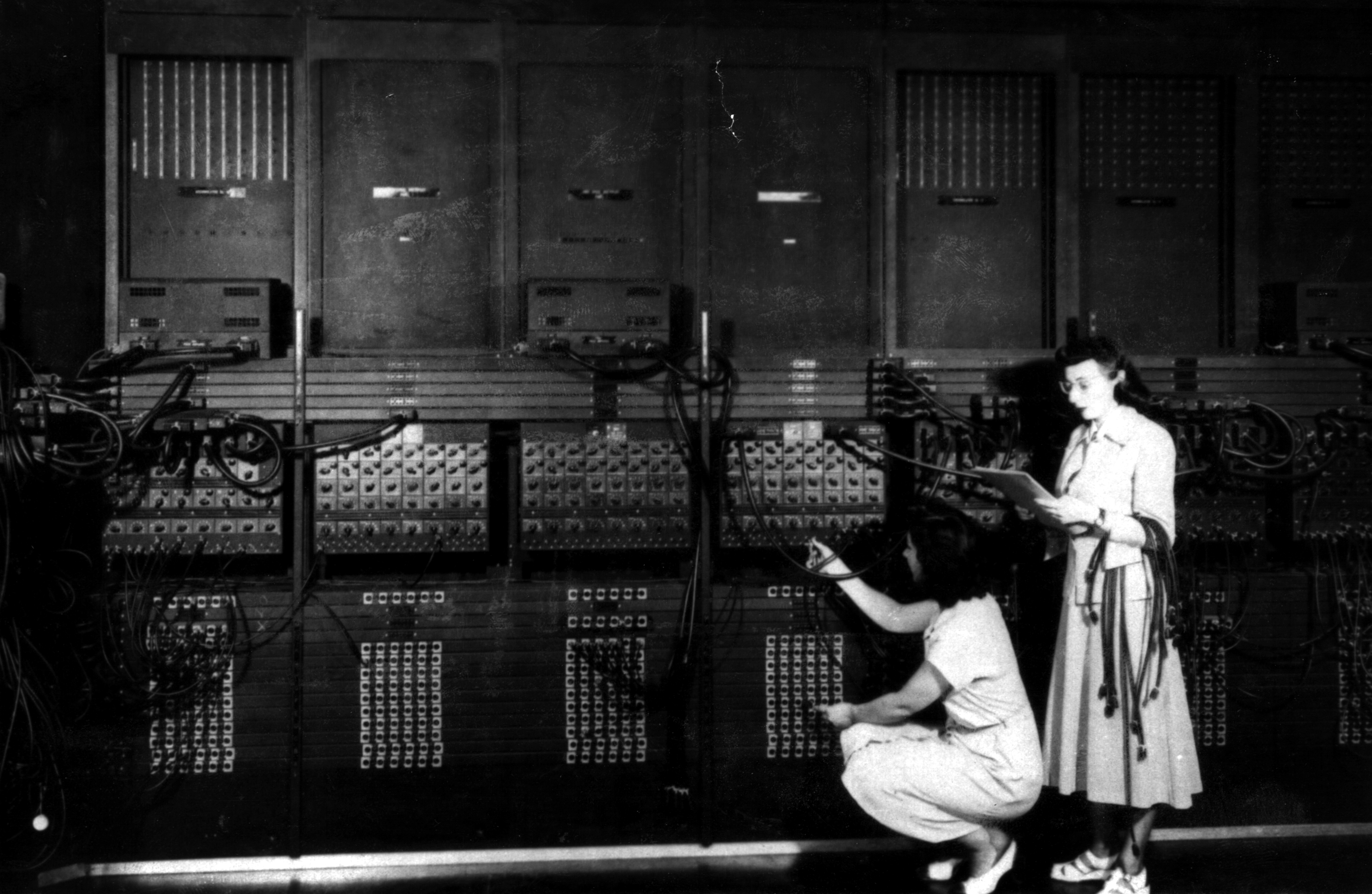
Le programmatrici Ruth Lichterman (accovacciata) con Marlyn Wescoff (in piedi sulla destra) mentre cablano l'ENIAC con un nuovo programma.

### Formazione
Si laureò presso l'Hunter College  con un bachelor in matematica. Fu assunta dalla Moore School of Electrical Engineering dell'Università della Pennsylvania per calcolare traiettorie balistiche. La Moore School venne finanziata dall'esercito americano durante la seconda guerra mondiale. Qui un gruppo di circa 80 donne lavorò manualmente calcolando le traiettorie balistiche con complessi calcoli differenziali. Queste donne erano chiamate "computer donne" (women computers). Nel 1945, l'esercito decise di finanziare un progetto sperimentale: il primo computer digitale interamente elettronico e sei dei "computer donna" furono scelte come prime programmatrici del progetto. 

### Carriera
Teitelbaum venne selezionata tra le prime programmatrici per ENIAC, il primo computer digitale interamente elettronico. Il computer era un'enorme macchina di 40 pannelli neri da 8 piedi. Le programmatrici dovevano condurre fisicamente il programma balistico utilizzando 3000 interruttori e dozzine di interruttori e "cassetti" digitali per instradare i dati e gli impulsi del programma attraverso la macchina.
Assieme a Marlyn Meltzer, Ruth Teitelbaum faceva parte di un'area speciale del progetto ENIAC. Usando la tecnologia analogica, calcolarono le equazioni delle traiettorie balistiche. Nel 1946 il computer ENIAC fu presentato alla stampa. Le sei donne furono la sola generazione di programmatrici a programmare l'ENIAC e continuarono a insegnare programmazione.
Oltre a Meltzer e Teitelbaum, le altre donne che lavorarono all'ENIAC furono Jean Bartik, Betty Holberton, Kathleen Antonelli, e Frances Spence.

### Morte
Ruth Teitelbaum morì nel 1986 a Dallas.

### Riconoscimenti
Sebbene svolse un ruolo fondamentale nella nascita dei computer, non le venne riconosciuto il giusto merito alla creazione dell'ENIAC.
Nel 1997 è stata inserita nel Women in Technology International Hall of Fame, assieme alle altre cinque programmatrici dell'ENIAC. Il marito della Teitelbaum ha accettato il premio dedicato alla sua memoria.